# Helina
Helina är ett släkte av tvåvingar. Helina ingår i familjen husflugor.

## Bildgalleri

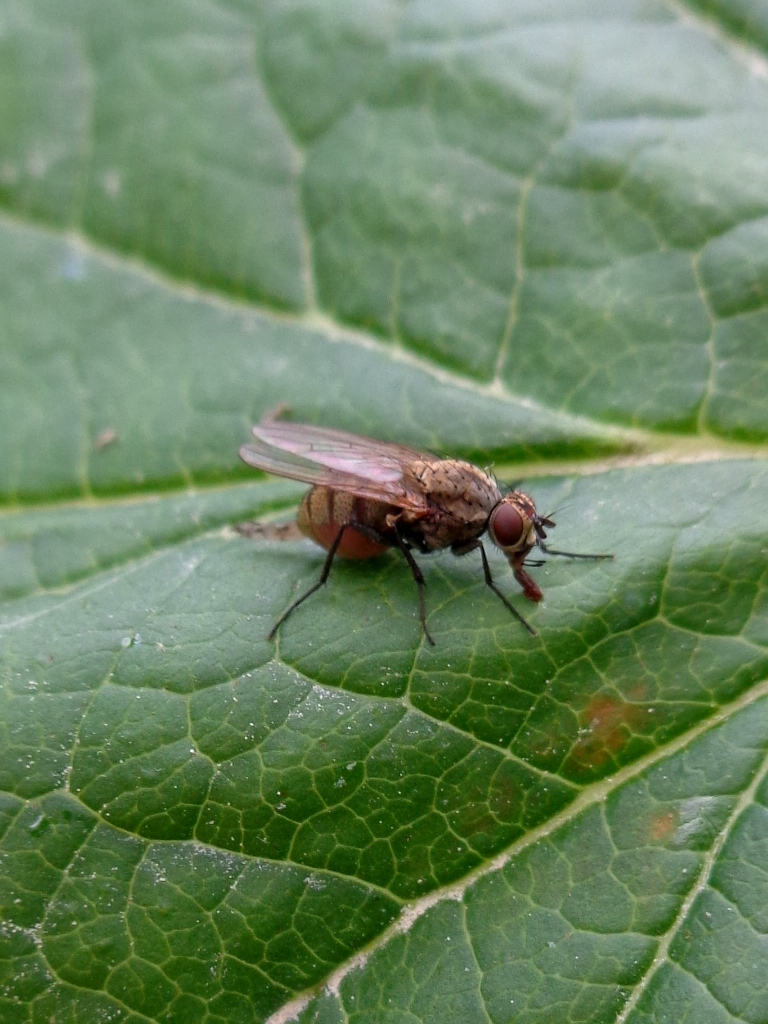

## Dottertaxa tillHelina, i alfabetisk ordning[1][2]
- Helina abdominalis
- Helina abiens
- Helina achaeta
- Helina acocerca
- Helina acrinis
- Helina acrostichalis
- Helina aczeli
- Helina addita
- Helina adelpha
- Helina adjecta
- Helina adversa
- Helina aeneiventris
- Helina africana
- Helina afzali
- Helina aguii
- Helina albcornis
- Helina albuquerquei
- Helina alea
- Helina algonquina
- Helina allisoni
- Helina allotalla
- Helina almeriensis
- Helina alpigenus
- Helina altercata
- Helina alternimacula
- Helina altica
- Helina amamiensis
- Helina ampycoloba
- Helina ampyxocerca
- Helina angulicerca
- Helina angulisternita
- Helina angustipennis
- Helina anniae
- Helina annosa
- Helina anthracina
- Helina antilodactyla
- Helina anubes
- Helina apicicauda
- Helina appendicivena
- Helina appendiculata
- Helina appendifolia
- Helina arctata
- Helina arcuatiabdomina
- Helina argentifrons
- Helina argentigena
- Helina argentina
- Helina aspidocerca
- Helina atereta
- Helina ateritegula
- Helina atlantica
- Helina atripraefemura
- Helina attenuata
- Helina auranticornis
- Helina aureolicolorata
- Helina auricolis
- Helina australasiae
- Helina australis
- Helina azaleella
- Helina babusarensis
- Helina balsaci
- Helina baoshanensis
- Helina barpana
- Helina basichaeta
- Helina basilaris
- Helina basilewskyi
- Helina baslis
- Helina beloloba
- Helina bequaerti
- Helina bevisi
- Helina bibreviplumosa
- Helina bicolorata
- Helina biconiformis
- Helina bigoti
- Helina biseta
- Helina bispina
- Helina bispinosa
- Helina blaesonerva
- Helina bohemani
- Helina borehesperica
- Helina brachytophalla
- Helina breviplumosa
- Helina brevivena
- Helina browni
- Helina brunneigena
- Helina brunneipalpis
- Helina brunnescens
- Helina caerulea
- Helina caerulescens
- Helina caesioides
- Helina calathocerca
- Helina calceata
- Helina calceataeformis
- Helina calceicerca
- Helina calens
- Helina callia
- Helina calyptrata
- Helina canadensis
- Helina caneo
- Helina capaciflava
- Helina carpiae
- Helina cashmirensis
- Helina castigata
- Helina celsa
- Helina chaetopyga
- Helina chilensis
- Helina chimbuensis
- Helina ciliata
- Helina ciliatocosta
- Helina cilipes
- Helina cinerella
- Helina cinerellioides
- Helina circinanicauda
- Helina circulatrix
- Helina clara
- Helina coenosiformis
- Helina collessi
- Helina combinisetata
- Helina concholamellata
- Helina concolor
- Helina confinis
- Helina congoensis
- Helina conica
- Helina coniformis
- Helina connexa
- Helina consanguinea
- Helina consimilata
- Helina consimilis
- Helina copiosa
- Helina costalis
- Helina cothurnata
- Helina crassicauda
- Helina crepedoseta
- Helina crinita
- Helina crinitarsis
- Helina cruciata
- Helina cryptohowei
- Helina curtostylata
- Helina cyanea
- Helina cyanicolor
- Helina cynocercata
- Helina cyrtoneurina
- Helina czernyi
- Helina daicles
- Helina dasyophthalma
- Helina dasyops
- Helina dasyouraea
- Helina daxinganlingensis
- Helina decipiens
- Helina dehiscideleta
- Helina deleta
- Helina densibarbata
- Helina densihirsuta
- Helina depuncta
- Helina devittata
- Helina dianica
- Helina dianxiia
- Helina dibrachiata
- Helina dicrocercacma
- Helina didicrocerca
- Helina diluta
- Helina discolor
- Helina discombinisetata
- Helina discreta
- Helina dorsalis
- Helina dubia
- Helina duplex
- Helina dupliciseta
- Helina echinogaster
- Helina edwardsiana
- Helina elgonia
- Helina emdeni
- Helina emeishanana
- Helina equator
- Helina erinaceiventra
- Helina etesia
- Helina eurycephala
- Helina eurymetopa
- Helina evecta
- Helina exilis
- Helina fallax
- Helina fasciata
- Helina fasciculata
- Helina ferrugineicollis
- Helina fica
- Helina fictor
- Helina flavifipennis
- Helina flavigena
- Helina flavipulchella
- Helina flaviscutellata
- Helina flavisquama
- Helina flavitarsis
- Helina flavitegula
- Helina flavitibia
- Helina flavomaculata
- Helina floridensis
- Helina floscula
- Helina fluocharis
- Helina fratercula
- Helina fulvigena
- Helina fulvisquama
- Helina fulviventris
- Helina fulvocalyptrata
- Helina fuscibasis
- Helina fuscifacies
- Helina fuscisquama
- Helina fuscitarsis
- Helina fuscomarignata
- Helina garmsi
- Helina garretti
- Helina gigantea
- Helina gilgitensis
- Helina gladisurstylata
- Helina godawarensis
- Helina golbachi
- Helina gongshanensis
- Helina gorokaensis
- Helina graciliapica
- Helina gracilior
- Helina grandicornis
- Helina grandis
- Helina gressitti
- Helina grisea
- Helina grisella
- Helina griseogaster
- Helina guangxiensis
- Helina guica
- Helina guizhenae
- Helina gyirongensis
- Helina harbinensis
- Helina hengshanensis
- Helina hennigi
- Helina hesta
- Helina hirashimai
- Helina hirsutitibia
- Helina hirtibasis
- Helina hirtifemorata
- Helina hirtipes
- Helina hirtisurstyla
- Helina hissarensis
- Helina honesta
- Helina howei
- Helina huae
- Helina huaxia
- Helina humilis
- Helina hunyuanensis
- Helina hyeta
- Helina hypopleuralis
- Helina hypopygialis
- Helina icterica
- Helina imitatrix
- Helina impuncta
- Helina inducta
- Helina inepta
- Helina inflata
- Helina inflatoides
- Helina infranitens
- Helina inscia
- Helina insignis
- Helina interaesta
- Helina interfusa
- Helina intermedia
- Helina intraalaris
- Helina iridescens
- Helina ismayi
- Helina isolata
- Helina iwasai
- Helina japonica
- Helina jianchangensis
- Helina jiaodingshanica
- Helina jilinensis
- Helina johnsoni
- Helina juxtamedialis
- Helina kaindiensis
- Helina kangdingensis
- Helina keremeosa
- Helina lagenicauda
- Helina langxiangi
- Helina larginigra
- Helina lasiopa
- Helina lasiophthalma
- Helina lasiosterna
- Helina lateralis
- Helina laticerca
- Helina latifrons
- Helina latipennis
- Helina latiscissa
- Helina latitarsis
- Helina laxifrons
- Helina leai
- Helina lenta
- Helina leptinocorpus
- Helina leucocephala
- Helina liepae
- Helina linderi
- Helina linearis
- Helina liupanshanensis
- Helina loekenae
- Helina lombokensis
- Helina longicornis
- Helina longipila
- Helina longiquadrata
- Helina lucida
- Helina lundbladi
- Helina lutea
- Helina luteisquama
- Helina luteola
- Helina luyashanensis
- Helina lynchii
- Helina maae
- Helina macrocera
- Helina maculata
- Helina maculipennis
- Helina maculipes
- Helina maculosa
- Helina magnimuculata
- Helina major
- Helina malkini
- Helina mallocerca
- Helina mallochiana
- Helina mammifera
- Helina mandschurica
- Helina maowenna
- Helina maquensis
- Helina marginipennis
- Helina marguerita
- Helina matilei
- Helina meadei
- Helina mediana
- Helina mediorufa
- Helina medogensis
- Helina meiguica
- Helina mendiensis
- Helina meraca
- Helina metatarsalis
- Helina micans
- Helina mimifica
- Helina mimintermedia
- Helina minutideleta
- Helina mirabilis
- Helina mixta
- Helina moedlingensis
- Helina mohelii
- Helina mollis
- Helina monacha
- Helina monochaeta
- Helina montana
- Helina moschodactyla
- Helina mulcata
- Helina multiseriata
- Helina nagayamensis
- Helina nais
- Helina naivashensis
- Helina nana
- Helina naranensis
- Helina natalensis
- Helina nemoralis
- Helina nemorum
- Helina neosimplex
- Helina neotropica
- Helina nepalica
- Helina nervosa
- Helina nevadannosa
- Helina nevadensis
- Helina nigrescens
- Helina nigriannosa
- Helina nigribasis
- Helina nigricornis
- Helina nigrifacies
- Helina nigrimana
- Helina nigripennis
- Helina nigriquadrum
- Helina nigrita
- Helina nigritarsis
- Helina nigroabdominalis
- Helina nigrohalterata
- Helina nigromarginata
- Helina nitens
- Helina nitida
- Helina nivaloides
- Helina nobilis
- Helina notha
- Helina novarae
- Helina nudibasis
- Helina nudifemorata
- Helina obscurata
- Helina obscuratoides
- Helina obscurinervis
- Helina obscurisquama
- Helina obtusipennis
- Helina occidentalisinica
- Helina ocellijuba
- Helina olivacea
- Helina orbitalis
- Helina orbitaseta
- Helina oregonensis
- Helina pandellei
- Helina paomashana
- Helina papuana
- Helina pardiabdominis
- Helina parsura
- Helina parvula
- Helina pauper
- Helina pectinata
- Helina pectinifemorata
- Helina pegomyiina
- Helina pendula
- Helina penicillata
- Helina perexigua
- Helina persiciformis
- Helina pertusa
- Helina pervittata
- Helina phantodonta
- Helina piliceps
- Helina pilosa
- Helina platycephala
- Helina platycerca
- Helina platykarenos
- Helina plumipostitibia
- Helina poeciliventris
- Helina poeciloptera
- Helina pollinosa
- Helina polychaeta
- Helina posterodorsalis
- Helina posteroventralis
- Helina praecipua
- Helina prima
- Helina procedens
- Helina prolatifrons
- Helina prominenicauda
- Helina protuberans
- Helina proxima
- Helina pruinosicollis
- Helina pruniosa
- Helina pseudocalyptrata
- Helina pubescens
- Helina pubiseta
- Helina pulchella
- Helina punctata
- Helina punctifemoralis
- Helina punctifer
- Helina pusilla
- Helina pyriforma
- Helina pyrrhopyga
- Helina qilianshanensis
- Helina quadratisterna
- Helina quadrinoata
- Helina quadriseta
- Helina quadrispina
- Helina quadrum
- Helina quadruplex
- Helina raoheensis
- Helina rariciliata
- Helina rastrella
- Helina refusa
- Helina regina
- Helina regobarrosi
- Helina reni
- Helina reversio
- Helina rotundiceps
- Helina rubripalpis
- Helina rufiguttata
- Helina rufithorax
- Helina rufitibia
- Helina rufitibialis
- Helina rufoapicata
- Helina rufocapularis
- Helina rufolateralis
- Helina sarmentosa
- Helina sciarivora
- Helina scutellata
- Helina semiplumosa
- Helina separata
- Helina septentrionalis
- Helina sera
- Helina serrulata
- Helina setifer
- Helina setigera
- Helina setipostitibia
- Helina setiventris
- Helina setosa
- Helina sexmaculata
- Helina shijia
- Helina shuensis
- Helina sichuanica
- Helina signatipennis
- Helina simplex
- Helina simulata
- Helina simulatrix
- Helina sinoccidentala
- Helina snyderi
- Helina socia
- Helina solata
- Helina speculosa
- Helina spiculata
- Helina spilariformis
- Helina spinicauda
- Helina spinicosta
- Helina spinicostata
- Helina spinidorsata
- Helina spinidorsis
- Helina spinifera
- Helina spinilamellata
- Helina spinisternita
- Helina spinosa
- Helina spinulicosta
- Helina spuria
- Helina squalens
- Helina stenotarsis
- Helina sterniteoacaena
- Helina sternitoscola
- Helina straminea
- Helina stuckenbergi
- Helina subbrunneigena
- Helina subdensibarbata
- Helina subeiensis
- Helina subevecta
- Helina subfica
- Helina subhirsutitibia
- Helina subhirtisurstyla
- Helina subintermedia
- Helina sublaxifrons
- Helina subpubescens
- Helina subpubiseta
- Helina subreptitia
- Helina subrittata
- Helina subsetiventris
- Helina subvittata
- Helina sumatrana
- Helina surcula
- Helina syracusana
- Helina taiwanensis
- Helina tanigawensis
- Helina tarsalis
- Helina tasmaniensis
- Helina taurica
- Helina tesselata
- Helina testacea
- Helina tetrastigma
- Helina thysvillei
- Helina tibiella
- Helina tibiseta
- Helina toga
- Helina townsendi
- Helina transvaalensis
- Helina trichops
- Helina tricincta
- Helina tricolor
- Helina trimaculata
- Helina trinubilifera
- Helina tripunctata
- Helina trochanterata
- Helina troene
- Helina truncata
- Helina tuomuerra
- Helina turneri
- Helina ulundi
- Helina umbrosa
- Helina unipunctata
- Helina unistriata
- Helina unistriatoides
- Helina usitata
- Helina ustipennis
- Helina ute
- Helina walkeri
- Helina vandiemeni
- Helina wauensis
- Helina veniseta
- Helina versicolor
- Helina veterana
- Helina whitei
- Helina vicina
- Helina victoria
- Helina vierecki
- Helina wilhelmensis
- Helina vilissima
- Helina villihumilis
- Helina villipes
- Helina villositarsis
- Helina viola
- Helina violescens
- Helina viridiventris
- Helina vockerothi
- Helina wroughtoni
- Helina vulgaris
- Helina vumba
- Helina wuzhaiensis
- Helina xanthopleuris
- Helina xena
- Helina xianggelilaensis
- Helina xiaoxinganna
- Helina xinanana
- Helina xingkaiensis
- Helina xingkaihuica
- Helina xinjiangensis
- Helina xizangensis
- Helina yaanensis
- Helina yanbeiensis
- Helina yushuensis
- Helina zhougongshanna
- Helina zhouquensis
- Helina zimini
- Helina zumpti